# Jerzy Broszkiewicz
Jerzy Broszkiewicz (* 6. Juni 1922 in Lwów; † 4. Oktober 1993) war ein polnischer Autor, Schriftsteller und Journalist.
Im Jahre 1940 trat er der Musikalischen Akademie in Lemberg bei. 1944 zog er nach Krakau um. 1945 brach er das Musikstudium ab und widmete sich der Literatur.
Einige seiner Stücke wurden in fast ganz Europa realisiert sowie in Mexiko, Neuseeland und den USA. Seine Werke wurden in 19 Sprachen übersetzt und zusammengenommen wurden über eine Million Werke von ihm verkauft.

## Einige Werke
| Titel                           | Originaltitel            | Ersterscheinung | Ersterscheinung in deutscher Sprache |
| ------------------------------- | ------------------------ | --------------- | ------------------------------------ |
| Frederic Chopin – Erzählung     | Opowieść o Chopinie      | 1950            | 1952                                 |
| Des Frederic Chopin große Liebe | Kształt miłości          | 1951            | 1952                                 |
| Mein Pech mit der Mondreise     | Mój księżycowy pech      | 1970            | 1978                                 |
| Die Namen der Macht             | Imiona władzy            | 1952            | 1955                                 |
| Erwartungen                     | Oczekiwania              | 1948            | 1961                                 |
| Das Auge des Centaurus          | Oko Centaura             | 1964            | 1968                                 |
| Die rot-weiße Sonne             | Ci z Dziesiątego Tysiąca | 1962            | 1973                                 |

Sonstige Bücher:
- Opowieść olimpijska (1948)
- Jacek Kula (1952)
- Emil! Emil! (1954)
- Wielka, większa i największa (1960)
- Długi deszczowy tydzień (1966)
- Kluska, Kefir i Tutejszy (1967)
- Bracia Koszmarek, magister i ja (1980)
- Długo i szczęśliwie (1970)
- Dziesięć rozdziałów (1971–1974)
- Mister Di (1972)
- Doktor Twardowski (1977–1979)
- Dwie przygody Lemuella Gulliwera
- Koniec księgi VI
- Jonasz i błazen (1958)
- Dziejowa rola pigwy (1960)
- Skandal w Hellbergu (1961)
- Głupiec i inni

## Verfilmungen
- 1952: Chopins Jugend (Mlodosc Chopina) – Regie: Aleksander Ford
- 1963: Das zauberhafte Auto (Wielka, wieksa i najwieksza)